# Mihail Alekszandrov (labdarúgó)
Mihail Alekszandrov (bolgárul: Михаил Александров) (Szófia, 1989. június 11. –) bolgár labdarúgó, a Ludogorec Razgrad középpályása.